# Histoire des Juifs à Tykocin
Tykocin (en yiddish: טיקטין, Tiktin) est une ville polonaise de la voïvodie de Podlachie et du powiat de Białystok, située au nord-est de la Pologne, à 30 km à l'ouest de Białystok. La ville compte actuellement un peu moins de 2 000 habitants.
En septembre 1939, Tykocin est occupée par l'armée allemande, avant d'être remise à l'Union soviétique, comme prévu par le protocole secret du Pacte germano-soviétique. Elle est reconquise par l'armée allemande en juin 1941 après le déclenchement de l'opération Barbarossa.
Au XVIIe et XVIIIe siècles, la communauté juive de Tykocin est une des plus importantes communautés juives de Pologne, en raison des privilèges accordés par les propriétaires successifs de la ville. Lors des différents partages de la Pologne, la ville va perdre son importance au profit de Bialystok et la communauté juive va se réduire. À la veille de la Seconde Guerre mondiale, on compte près de 2 000 Juifs représentant 44 % de la population de la ville. La quasi-totalité des Juifs de la ville, hommes, femmes et enfants sont massacrés par les nazis en deux jours les 25 et 26 aout 1941 dans la forêt de Łopuchowo,

## Histoire des juifs à Tykocin

### XVIesiècle: Les débuts de la communauté juive
Tykocin est un des plus importants centres juifs dans la république des Deux Nations. Au XVIIe et XVIIIe siècles, la communauté est considérée comme la seconde en importance après celle de Cracovie.
Les premiers Juifs se sont installés à Tykocin en 1522, quand la ville, sous le gouvernement lituanien, est la propriété héréditaire de la famille Gasztołd. Ils s'installent dans la plus vieille ville de Podlasie, en vertu d'un privilège accordé par Olbracht Gasztołd, un grand chancelier de Lituanie et futur gouverneur provincial des provinces de Wilno et de Trakai. 10 Juifs de Grodno vont s'installer dans le district de Kaczorowo, situé à l'ouest du marché de la ville et au-delà du pont sur la rivière Motława. Selon l'historien Wojciech Roszkowski, ils ont l'autorisation d'installer des boutiques et de développer leur commerce selon leur volonté. Gasztołd octroie aux Juifs un terrain situé sur une ile entourée d'un étang, facile à défendre, pour y construire une synagogue et aménager un cimetière sur une butte voisine.
Le premier rabbin, Dawid est décrit comme un docteur, c'est-à-dire une personne cultivée.
En raison d'autres privilèges accordés en 1536 par Gosztołd, aux Juifs de Tykocin, les membres de la communauté juive ne dépendent pas des autorités de la ville mais restent sous la juridiction exclusive du propriétaire de la ville. Ces privilèges sont confirmés en 1576 par le roi Étienne Báthory, qui accorde en plus la permission aux Juifs de Tykocin de commercer dans toutes les villes et villages royaux ainsi que sur les terres privées appartenant à des nobles ou au clergé,.
La situation de Tykocin à la croisée de routes commerciales et l'importance de la rivière Narew comme artère de communication reliant le grand-duché de Lituanie à Dantzig et aux marchés de l'ouest, contribue au développement du négoce. Les Juifs locaux qui habitent le quartier de Kaczorowo, se sont spécialisés dans le commerce du sel, des épices et des textiles aussi bien à l'échelle locale, nationale qu'internationale, ainsi que dans les opérations financières. À titre d'exemple: en 1537, le représentant des marchands de Tykocin à Moguilev achète du suif et le transporte à Varsovie; en 1541, Ilja Mosiejewicz Doktorowicz effectue des transactions avec les négociants de Nuremberg; Aron Bosko est actif sur les marchés de Wilno, Kowno, Poznań et Lublin. À cette époque les Juifs de Tykocin deviennent impliqués dans la collecte des taxes douanières ainsi que des impôts pour le duc et le trésor royal, une entreprise très lucrative.
Quand la Podlachie est incorporée à la couronne, Tykocin devient la propriété royale héréditaire de Sigismond II Auguste. Celui-ci fait bâtir un château défensif. On considère cette période comme l'âge d'or du développement de Tykocin. La ville est alors habitée par plusieurs douzaines de familles juives, représentant près de 15 % de la population totale de la ville.  Le quartier habité par les Juifs s'étend progressivement vers le centre de la ville. La communauté juive s'agrandit de façon significative et devient le centre administratif et religieux (Galil Tiktin) d'un territoire s'étendant jusqu'aux villes de Siemiatycze, Orlej, Boćki, Zabłudow, Choroszcz et Gródek, qui acceptent d'être sous sa juridiction. La communauté locale envoie ses représentants au Conseil des Quatre Pays, réunissant les Juifs de la couronne, ce qui donne une indication de l'importance de la communauté.
Tykocin est reconnu comme un centre important culturel et d'étude talmudique. De nombreux rabbins et experts en Torah renommés vivent à Tykocin, comme Mordechaj Tiktiner, Szmuel Eliezer Eidels connu sous le nom de Maharsha et Aron Chari. C'est aussi le lieu de naissance de Rebecca bat Meir Tiktiner, une des filles du rabbin Meir Tiktiner, une érudite juive écrivant en hébreu et en yiddish et l'autrice d'un livre intitulé Meneket Rivke (La nourrice de Rebecca) sur le rôle de la femme juive et sa place dans le système social de l'époque, ainsi que sur l'éducation des enfants. Le livre est publié après sa mort, en 1609 à Prague, puis en 1618 à Cracovie, et se diffuse dans l'Europe de l'Ouest grâce à Konrad Luft de Nuremberg, l'auteur de la thèse intitulée De Rebecca Polona eruditorum in gente Judaica Foeminarum rariori exemplo publiée en 1719; le chant de Rebeka pour la fête de Sim'hat Torah a été conservée jusqu'à nos jours. Rebecca Tiktiner est une personne exceptionnelle car à son époque les femmes n'apprennent pas la Torah et ne sont pas impliquée dans l'éducation des enfants.

### XVIIeetXVIIIesiècles: l'âge d'or de la communauté

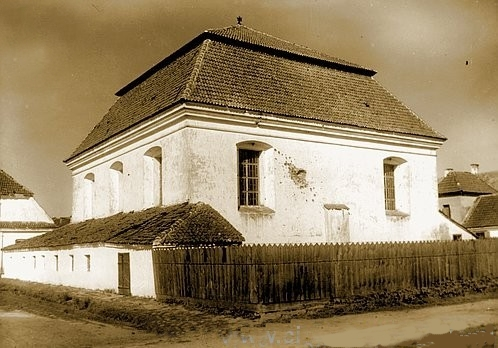
La grande synagogue- photo prise entre-les-deux-guerres

Au XVIIe siècle, les considérables privilèges et libertés des Juifs de Tykocin sont confirmés par Sigismond Vasa en 1601, par Ladislas IV Vasa en 1633 et en 1639, et par Jean II Casimir Vasa en 1650. En 1642, une nouvelle synagogue de style baroque est construite à la place d'une ancienne synagogue en bois, au centre de Kaczorowo, édifiée probablement sur le modèle de la synagogue défensive de Pinsk. La synagogue toujours debout, abrite actuellement un musée juif. Au XVIIe et XVIIIe siècles, la synagogue de Tykocin est la synagogue la plus grande et la plus imposante de Pologne après celle de Cracovie. En 1522, un cimetière est fondé, qui est actuellement un des plus vieux cimetières préservés de Pologne.
Lors du Déluge suédois en 1660, la ville y compris le quartier juif, est très largement détruite, mais la synagogue en brique survit.
Quand Tykocin devient une ville privée en 1661, tout d'abord comme propriété de l'hetman de la cour Stefan Czarnecki, puis de la famille Branicki, elle reste une des communautés les plus riches de Podlachie et de la Mazovie du nord-est. Les Juifs de Tykocin vivent principalement du commerce et de l'artisanat, ainsi que du prêt sur gage. Des confréries juives existent sur le modèle des guildes chrétiennes. La confrérie des tailleurs est particulièrement puissante et possède sa propre synagogue et cour.  
Comme écrit Wroczyńska i Lechowski:
« Le rôle dominant des Juifs de Tykocin parmi les communautés juives de Podlachie, et d'une partie de la Mazovie et de la Lituanie, est relié à l'expansion économique à l'intérieur et à l'extérieur de la ville. Les commerçants juifs monopolisent l'ensemble du commerce local et étranger. Ils maintiennent des contacts avec Dantzig, Königsberg et Breslau. Ils importent différentes marchandises, comme des habits, du textile, des céréales, des produits coloniaux, du métal et des produits chimiques, du poisson principalement des harengs de la Baltique, du vin et de la vodka. Les marchands les plus riches dans la seconde moitié du XVIIIe siècle sont: Gołdowie, Choroszuchowie, Siemiatyccy et Surascy. Les mêmes familles sont aussi impliquées dans le prêt sur gage, le crédit, les transactions monétaires, qui sont des opérations très lucratives. Les représentants de ces familles occupent aussi des postes au sein de la direction de la communauté juive (kehilla), ce qui leur assure une position élevée dans la ville. »
La communauté juive de Tykocin contrôle des secteurs économiques définis par le propriétaire, comme la production et la vente de bière et de vodka, la vente de viande, le tannage, les auberges et la location de terres et parfois de villages entiers.
Au XVIIe et XVIIIe siècles, de nombreux talmudistes renommés habitent Tykocin, comme Menachem Dawid ben Icchak, Joshua Höschel ben Joseph, Elijahu Szapira et Szalom Eliezer Rokeach,.
Dans la première moitié du XVIIIe siècle, de nombreuses querelles éclatent entre polonais et Juifs lituaniens. En 1739, une fausse accusation met en cause des Juifs lituaniens qui auraient converti des chrétiens de force. Après un long interrogatoire, les accusations sont rejetées.
Vers la fin du XVIIIe siècle, la population juive représente la moitié de la population totale de la ville. Lors des partages de la Pologne, en raison de la politique des occupants, Tykocin perd sa position dominante en faveur de Białystok, et la ville commence à décliner. Les routes commerciales sont modifiées. Pendant l'occupation prussienne (1795-1807), les taxes sont considérablement augmentées et il devient interdit de changer de profession. Les Juifs ont l'obligation de prendre un nom de famille. Quand Tykocin passe sous domination russe, l'autonomie de la communauté juive est significativement réduite.

### LeXIXesiècleet l'entre-deux-guerres: problèmes économiques et antisémitisme
Le négoce du bois est alors le secteur d'activité le plus important de la communauté juive. Au tournant du XIXe et XXe siècles, Tykocin devient aussi le centre de la production de talit. Lewi Lejb, dénommé le roi du talit, s'installe en ville et ouvre une usine de tissage. Un de ses tisserand, Icchak Zvi Świeczkowski, lui vole son secret de fabrication et s'installe aux États-Unis où il commence à commercialiser les fameux talits de Tykocin.
En raison d'une restriction des droits civiques et d'une stagnation économique dans le courant du XIXe siècle, de nombreux Juifs de Tykocin émigrent principalement vers les États-Unis, à la recherche d'un travail et de meilleures conditions de vie. Des associations caritatives sont fondées, comme le Somech Noflim (Aide aux défavorisés), le Linat ha-Cedek (Logement équitable) et le Bikur Cholim (Visite aux malades), qui récoltent des fonds pour les plus pauvres.
En 1886, les habitants de Tykocin ouvrent une école élémentaire commune juive et chrétienne. La fin du XIXe siècle voit se développer le mouvement sioniste. Des organisations sociales, culturelles et de jeunesse telles que le mouvement He-Chaluc (Le pionnier) ou Ha-Szmoer ha-Cair, voient le jour. En 1921, les premiers membres de He-Chaluc et de la Ha-Szmoer ha-Cair quittent la ville pour s'installer en Palestine. Une zone résidentielle Osiedle Tykocińskie est bâtie à Tel Aviv.
La vie associative à Tykocin

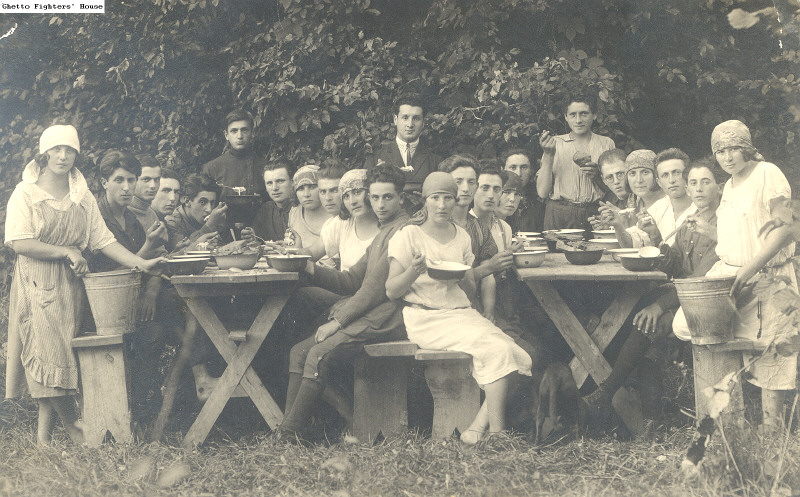
Mouvement sioniste He – Chaluts en 1930 – Camp d'entrainement des pionniers
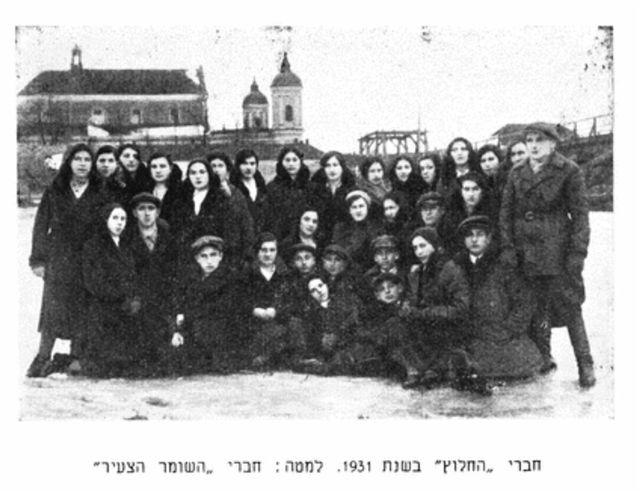
Mouvement He – Chaluts en 1931
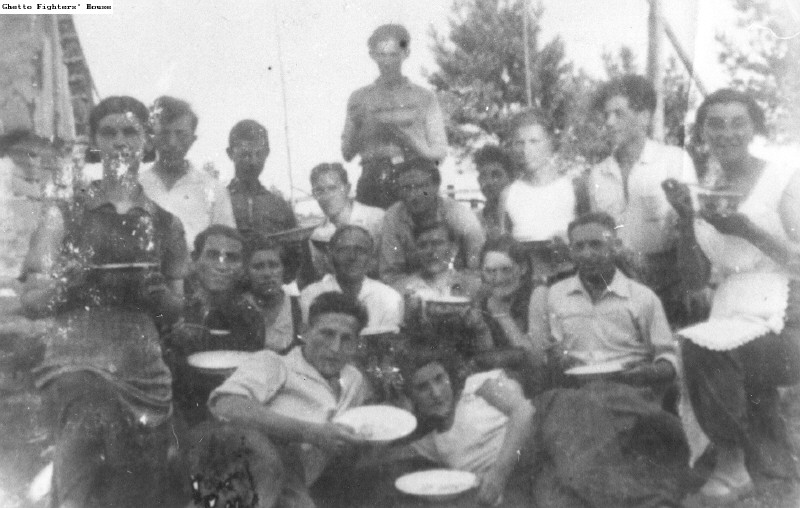
Camp d'entrainement He – Chaluts en 1934
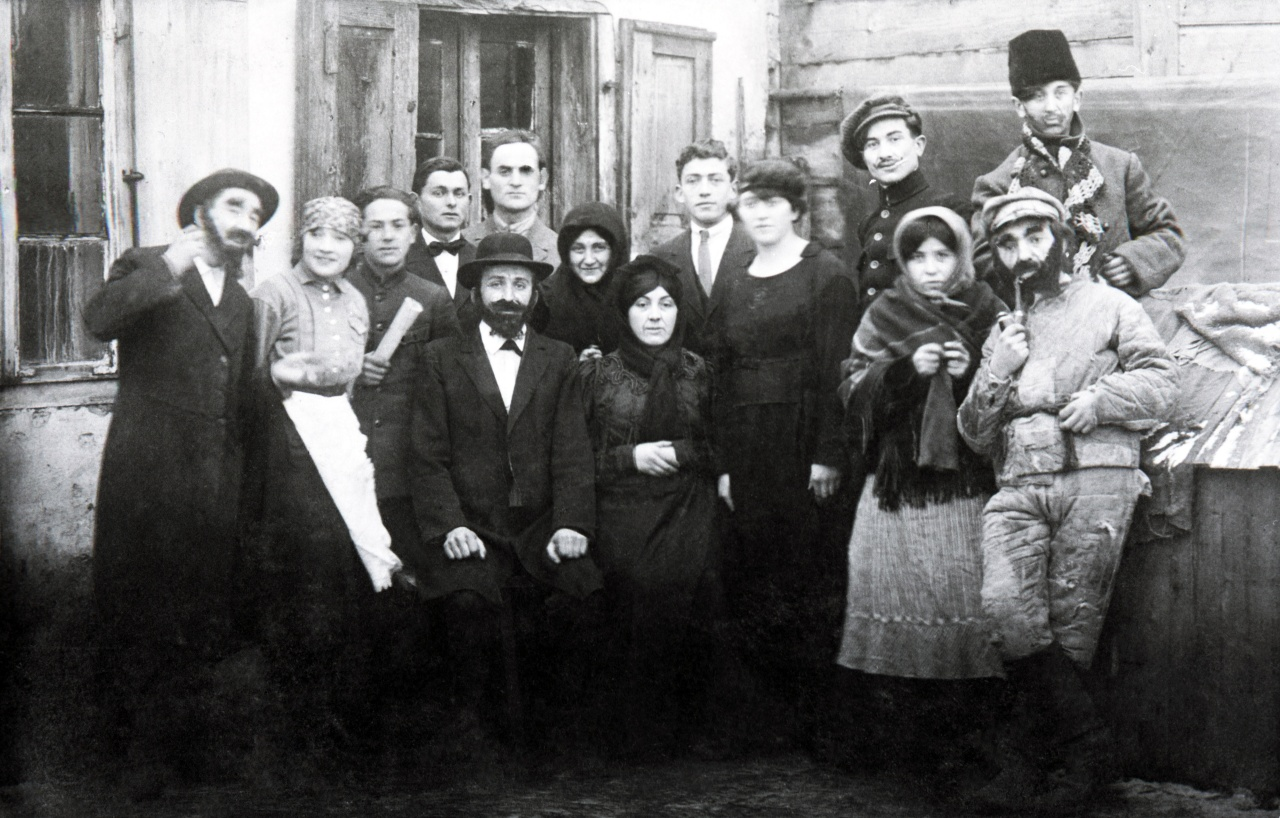
Théâtre amateur jouant le Roi Lear de Shakespeare en 1920

Dans la période de l'entre-deux-guerres, la ville de Tykocin essaye de regagner son ancienne puissance, mise à mal lors de l'occupation par les armées polonaises et soviétiques en 1919-1920. La majorité des Juifs de la ville sont dans le commerce local et l'artisanat, mais certaines usines, des moulins, des brasseries, une usine de talit, une usine de brosses et de pinceaux, sont entre les mains de riches Juifs, De nombreux partis et organisations sociales existent dans la communauté juive. À côté des orthodoxes d'Agoudat Israel, on trouve des assimilationnistes dirigés par Szlomo Rosenberg et Chaim Saul Pines, mais le parti politique et socio-culturel le plus important est le mouvement sioniste. À partir de 1920, fonctionne une école élémentaire juive d'État.
Avant le déclenchement de la Seconde Guerre mondiale, environ 2 000 Juifs vivent à Tykocin, représentant 44 % de la population de la ville. La plupart des Juifs vivent autour du marché juif, dans la partie ouest du district Kaczorowo, principalement dans les rues Holendry et Piłsudski. La majorité des institutions de la communauté, telles que la maison du rabbin, le mikvé et de petites maisons de prière, est située sur la rive de la Mołtawa, à la confluence avec la Narew.  La situation économique dégradée et la montée d'un antisémitisme de plus en plus agressif de la part de la population polonaise contribuent à une forte émigration vers les États-Unis et en raison de la popularité du mouvement sioniste, vers la Palestine.

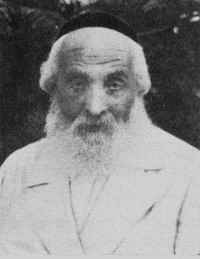
Avraham Tzvi Pinhas, rabbin de Tykocin du début du XXe siècle jusqu'à son départ en Palestine en 1929
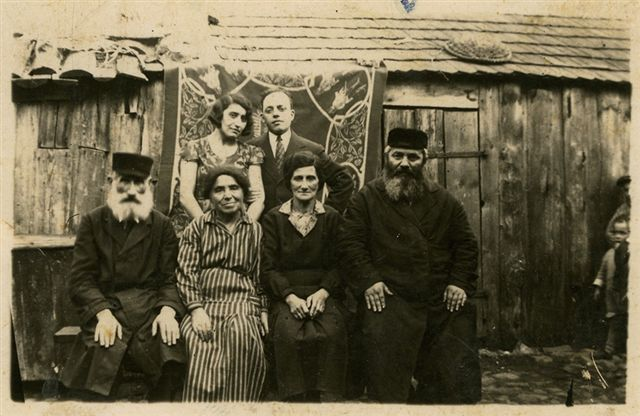
Juifs de Tykocin devant leur maison avant la Seconde Guerre mondiale
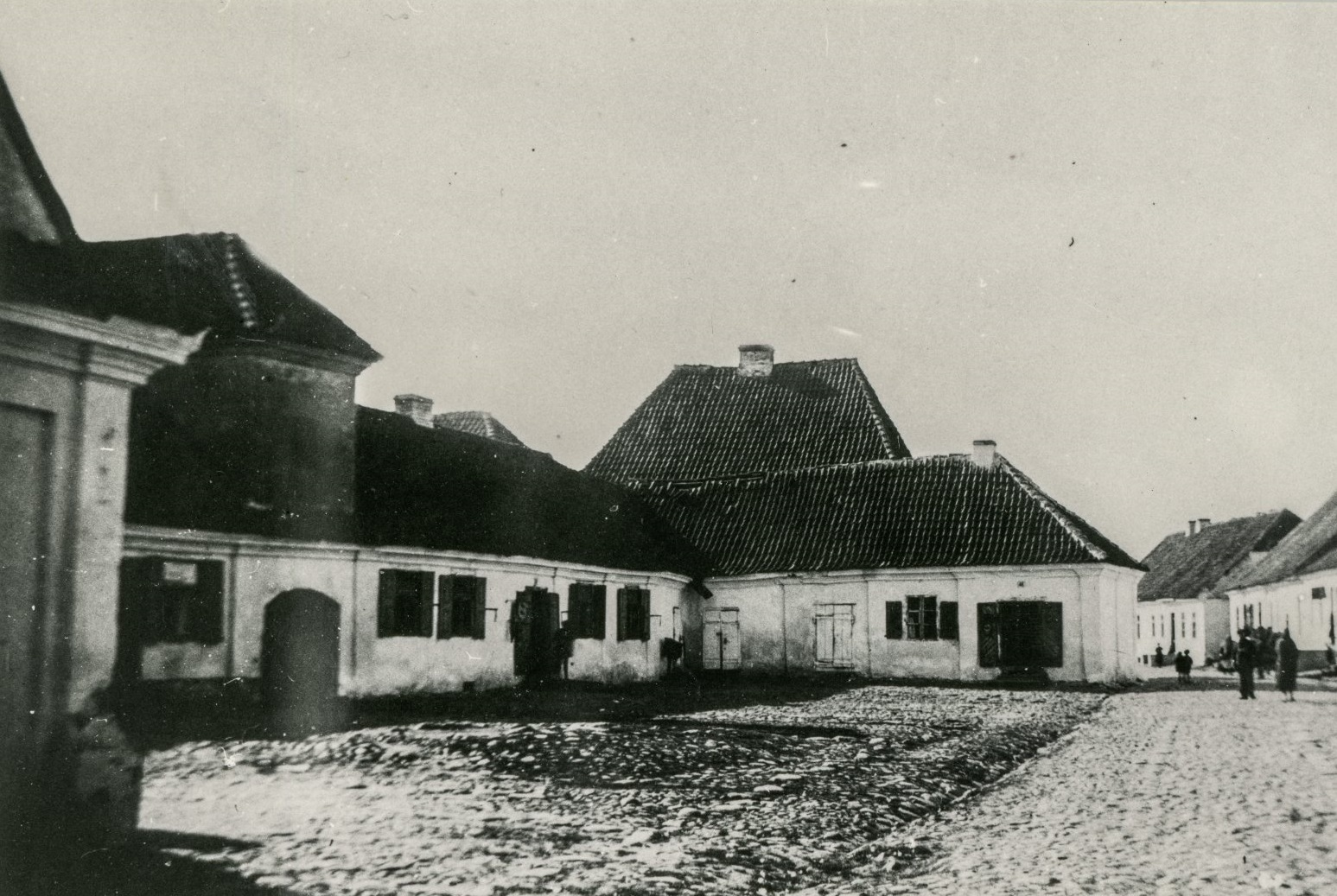
Le quartier juif
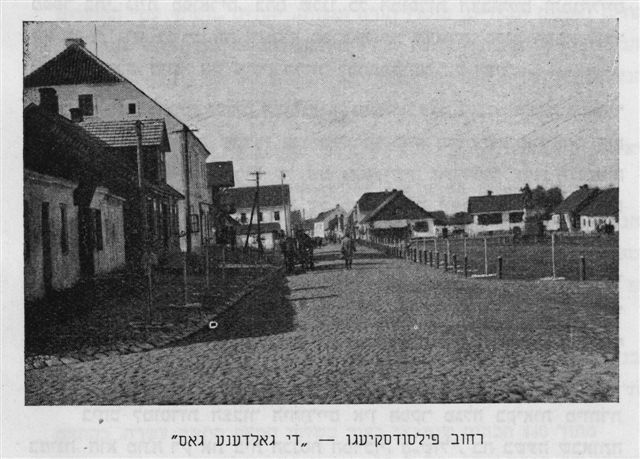
La place du marché (Rynek) dans le quartier juif

### Seconde Guerre mondiale: le massacre de la communauté
En 1939, Tykocin est occupé pendant une courte période par l'armée allemande, et aussitôt commence la répression contre la population juive, y compris le pillage de leurs biens. Des hommes juifs et polonais sont arrêtés et emprisonnés dans une église. Conformément au Pacte germano-soviétique, la ville de Tykocin se trouve dans la zone d'occupation soviétique, et est donc rétrocédée rapidement aux soviétiques. Pendant l'occupation soviétique, entre 1939 et 1941, Tykocin accueille de nombreux réfugiés juifs fuyant la zone d'occupation allemande.
Les Allemands envahissent la zone soviétique lors de l'opération Barbarossa et entrent dans Tykocin à la fin du mois de juin 1941.D'abord, un petit détachement arrive dans la ville, qui prend possession des locaux précédemment occupés par les troupes soviétiques. Au cours des jours suivants, les Allemands arrivent en nombre, et les persécutions contre les Juifs commencent, souvent avec l'aide des Polonais qui donnent alors libre cours à leur antisémitisme.. Tous les Juifs ont l'obligation de porter un brassard sur le bras gauche avec une étoile de David bleue sur fond blanc. Les jeunes Juifs sont contraints de travailler à l'assèchement des fossés, au désherbage des terrains vagues et au nettoyage des rues, tout cela sous le contrôle de la police polonaise. Les Juifs ont l'interdiction de quitter la ville sous peine de mort. La première victime de cet ordre est David Hirsch Surawicz, qui est abattu alors qu'il se rendait à Sierek, non loin de là, pour acheter de la nourriture.
Les préparatifs pour le massacre des Juifs de Tykocin se prépare dès le 16 août. Des Polonais sont recrutés pour creuser trois grandes fosses dans la forêt près de Lopukhov dont les deux plus grandes mesurent 12 mètres de long, 4 mètres de large et 5 mètres de profondeur.
Le dimanche 24 août 1941, à 18 heures, une annonce est faite, demandant que "Tous les Juifs de Tykocin, hommes, femmes et enfants, jeunes et vieux, à l'exception des malades et des handicapés, se rassemblent le lendemain, 25 août, à 6 heures du matin sur la place de la ville" afin d'être "transférés" dans le ghetto de Czerwony Bor. Les dirigeants de la communauté juive convoquent immédiatement une réunion dans la maison du rabbin. Certains craignant le pire, sont décidés à fuir cette nuit-là, mais la majorité décident d'obéir aux ordres et de se rassembler sur la place du marché afin d'éviter des représailles.
À 9 heures du soir, dès le début du couvre-feu, des patrouilles de la police auxiliaire, la Hilfspolizei, apparaissent afin d'empêcher toute tentative d'évasion. Le lendemain matin, des dizaines de familles, avec leurs habits d'hiver et une valise à la main, se précipitent au marché pour faire des provisions, persuadées d'être transférées dans un ghetto. Lorsque la place est pleine de monde, la Gestapo ordonne à la police polonaise d'encercler la place.
Peu avant sept heures du soir, la Gestapo aidée par le Sonderkommando SS du district de Białystok sous le commandement de Wolfgang Burker, répartit la population rassemblée en trois groupes: le premier comprend les artisans et les professions libérales; le second, les jeunes et les adolescents et le troisième, les personnes âgées, les femmes et les enfants.
À sept heures précises, sept camions avec des hommes de la Gestapo pénètrent sur la place. Les hommes sont mis par rangée de quatre et quittent à pied la place en direction de Zawady avec en tête de la colonne, un colosse, Jakub Choroszuk, marchand de bois, et son gendre Moshe Zak suivis par trois musiciens: Daniel Deutsch - un tailleur qui jouait de la trompette, Szmul Sokołowicz le batteur et Eli Kafka au violon. La colonne s'étale sur plus d'un kilomètre, surveillée par des gardes allemands et polonais qui abattent les trainards et ceux qui tentent de fuir.  
Dès le départ des hommes, les gardes restés sur la place du marché font embarquer les femmes et les enfants dans les sept camions qui une fois remplis, vont se diriger aussi vers le village de Zawady. Là, femmes, enfants, vieillards et les hommes sont entassés dans l'école du village. Toutes les dix minutes, un camion vient chercher quelques dizaines de Juifs et les conduit dans la forêt de Łopuchów où ils sont alignés devant les fosses construites au préalable, et abattus à la mitrailleuse. On estime le nombre de morts pour la seule journée du 25 aout 1941 à environ 1 400.
Le lendemain, la Gestapo fouille les maisons juives de Tykocin et charge sur des camions toutes les personnes âgées, invalides ou qui ne s'étaient pas rendues la veille sur la place du marché. Emmenées dans la forêt de Łopuchów, elles sont exécutées à la mitrailleuse. Le bilan des morts pour le 26 aout 1941 est estimé à 700.
Les Polonais locaux sont chargés de reboucher les fosses. À 14 heures, le 26 aout 1941, leur travail est terminé. 
Seuls environ 150 Juifs de Tykocin ont réussi à échapper au massacre, en fuyant vers Bialystok ou Sokoly, en se cachant dans les forêts alentour ou en se réfugiant chez des amis polonais. La majorité d'entre eux ont été arrêtés par la suite par les Allemands ou la police polonaise et assassinés.   
Selon Ewa Wroczynska, directrice du musée Tykocin:
« Dans la forêt près du village de Łopuchowo, un Kommando spécial a assassiné et enterré dans trois énormes fosses plus de 500 familles juives, soit environ 2 500 personnes. Seules 150 personnes ont échappé au massacre, mais seulement 21 ont survécu jusqu'à la fin de la guerre »
Les noms des habitants juifs de Tykocin, assassinés par les nazis sont inscrits sur une plaque fixée sur le mur ouest de la synagogue de la ville.
Les survivants: Eliezer Fryc, Lejbel Fryc, Menachem-Mendel Turek, Mosze Ture, Eliezer Olsztejn, Zyskin Olsztejn, Fiszel Zilbersztejn, Tauba Zilbersztejn, Mordechaj Brener, Szmul Feler, Becalel Wilga, Icchak Feler, Chaszka Ismach avec deux enfants, Lejzer Choroszucha, Alter Kac, et ceux qui avaient fui en URSS: Abram Turek, sa femme Saraleur fils Icchak et leurs petits-enfants Chana et Józef, ainsi que la femme et les deux enfants du coiffeur Meir Tenenbojm , Józef Łucki, Szmul Jachlachowicz et Gerszon Żelazo avec sa femme et sa fille . Certains décident de retourner après la guerre à Tykocin, mais vont quitter rapidement la ville pour émigrer en Palestine en raison des attaques des nationalistes polonais.
Actuellement, il n'y a plus de Juifs à Tykocin.

## Personnalités juives nées à Tykocin
- Elimelekh de Lijensk (1717-1787), rabbin orthodoxe, l'un des premiers tsadiks, propagateur du hassidisme
- Chaim Siemiatycki (1908-1943), poète yiddish, assassiné par les nazis à Ponary près de Vilnius
- Rebecca bat Meir Tiktiner (XVIe siècle), écrivaine en hébreu et en yiddish, autrice d'un livre intitulé Meneket Rivke (La nourrice de Rebecca)

## Évolution de la population juive
| Population juive à Tykocin, |                               |                 |                      |
| Année                       | Population totale de la ville | Nombre de Juifs | Pourcentage de Juifs |
| 1522                        | -                             | 10              | -                    |
| 1775                        | 2 630                         | ~ 1 500         | ~ 57 %               |
| 1808                        | 2 950                         | 1 652           | 56,0 %               |
| 1827                        | 4 220                         | ~ 2 700         | ~ 64 %               |
| 1857                        | 4 947                         | 3 457           | 70,0 %               |
| 1897                        | ~ 4 200                       | 2 484           | ~ 59 %               |
| 1921                        | ~ 2 800                       | 1 461           | ~ 52 %               |
| 1939                        | ~ 3 000                       | ~ 1 500         | ~ 50 %               |